# Anoplodactylus proliferus
Anoplodactylus proliferus is een zeespin uit de familie Phoxichilidiidae. De soort behoort tot het geslacht Anoplodactylus. Anoplodactylus proliferus werd in 2003 voor het eerst wetenschappelijk beschreven door Arango. 